# Werner Bejer
Werner Bejer (* 15. Dezember 1925) ist ein ehemaliger deutscher Fußballspieler. Für die BSG Einheit/Fortschritt Meerane spielte er von 1950 bis 1952 in der DDR-Oberliga, der höchsten Spielklasse im DDR-Fußball.

## Sportliche Laufbahn
Zur Saison 1950/51 nahm die Betriebssportgemeinschaft (BSG) Einheit Meerane den 24-jährige Stürmer Werner Bejer neu in den Oberligakader auf. Spielertrainer Erich Lüdecke setzte ihn von Beginn an in den Oberligaspielen ein, und Bejer schoss bereits im ersten Spiel ein Tor. Am Saisonende hatte er 21 Treffer erzielt und war damit Torschützenkönig der Meeraner geworden. Von den 34 Oberligaspielen verpasste Bejer nur zwei Begegnungen. Im Februar 1951 war die Meeraner BSG in BSG Fortschritt umbenannt worden. Zum Abschluss der Saison gewann Bejer mit der Landesauswahl Sachsen nach einem 2:1-Sieg über die Auswahl von Sachsen-Anhalt den DDR-Landespokal. In der Spielzeit 1951/52 konnte Bejer nicht mehr an die Erfolge der Vorsaison anknüpfen. Zum einen fiel er in der Rückrunde in zehn Oberligaspielen aus und kam auch nur auf sechs Tore. Auch für die Mannschaft verlief die Saison negativ, denn nach drei Erstligaspielzeiten musste sie in die zweitklassige DDR-Liga absteigen.
Statt seine Laufbahn mit Fortschritt Meerane in der DDR-Liga fortzusetzen, schloss sich Bejer zur Saison 1952/53 der benachbarten BSG Chemie Glauchau an, die in der drittklassigen Bezirksliga Chemnitz spielte. Mit Bejer wurden die Glauchauer Bezirksmeister und qualifizierten sich in der Aufstiegsrunde für die DDR-Liga. In seiner ersten DDR-Liga-Spielzeit verhalf Bejer 1953/54 seiner Mannschaft mit 20 Einsätzen in 26 Ligaspielen und zehn Toren zu einem überraschenden 2. Platz in der Staffel 2 hinter dem souveränen Staffelsieger ASK Vorwärts Berlin. 1954/55 konnte Bejer seine Punktspieleinsätze auf 25 steigern und wurde mit 21 Treffern Torschützenkönig der BSG Chemie und in der Ligastaffel 3. Bester Torschütze der Glauchauer wurde er auch noch in den Spielzeiten 1957 (Kalenderjahr-Saison) und 1958 mit 16 bzw. neun Treffern. Zuvor hatte er im Herbst 1955, als in der DDR-Liga zum Wechsel vom Sommer-Frühjahr-Spielrhythmus zur Kalenderjahrsaison eine Übergangsrunde mit 13 Spielen ausgetragen wurde, das Kunststück vollbracht, bei nur sieben Einsätzen sechs Tore (Bestwert für Glauchau) zu erzielen. Seine letzte Saison im höherklassigen DDR-Fußball absolvierte Bejer 1959, in der die BSG Chemie aus der DDR-Liga absteigen musste. Als 33-Jähriger bestritt er noch einmal 23 von 26 Ligaspielen und fügte seiner Trefferquote zwei weitere Tore hinzu. Innerhalb von acht Spielzeiten war er auf 27 Tore in der Oberliga und 66 in der DDR-Liga gekommen. Dazu hatte er 58 Oberliga- und 148 DDR-Liga-Spiele benötigt.